# Svjetski dan Parkinsonove bolesti
Svjetski dan Parkinsonove bolesti obilježava se 11. travnja svake godine. 

## Povijest
Svjetski dan Parkinsonove bolesti je dan kojim se obilježava rođendan engleskog liječnika Sir Jamesa Parkinsona, po kome je dobila ime Parkinsonova bolest i koju je opisao u svom djelu „An Essay on the Shaking Palsy“ 1817. godine. Parkinsonova bolest je bolest s poremećajima pokreta te jedna od najčešćih neurodegenerativnih bolesti današnjice. Za oboljele od Parkinsonove bolesti postoji izreka "Ljudi blistavog uma zarobljeni u vlastitom tijelu".
Zbog napora u istraživanju novih lijekova protiv Parkinsonove bolesti, poznati glumac Michael J. Fox, koji i sam boluje od nje, proglašen je u Švedskoj počasnim doktorom, a naslov je primio u New Yorku 8. ožujka 2010. godine. U cijenjenom institutu Karolinska, koji je odgovoran za izbor dobitnika Nobelove nagrade na području medicine, ističu da je njegova zaklada „Michael J. Fox Foundation for Parkinson's Research“ od 2000. do danas donirala više od 175 milijuna dolara za istraživanja usmjerena na pronalaženje novih lijekova za Parkinsonovu bolest. 
Incidencija i prevalencija Parkinsonove bolesti u korelaciji su s povećanjem starosti populacije i javlja se u 1% populacije starije od 60 godina. Češće obolijevaju muškarci, nego žene. U svijetu od Parkinsonove bolesti boluje 6,6 milijuna ljudi, a do 2040. godine taj broj bi se mogao udvostručiti. Procjenjuje se godišnje oko 100 000 novooboljelih i u Europi i u SAD. U Hrvatskoj se procjenjuje da od Parkinsonove bolesti boluje 10 000 do 12 000 osoba, a u Zagrebu 6000 do 7000.
Nastanak Parkinsonove bolesti posljedica je izrazitog nedostatka neurotransmitera dopamina u dijelu mozga koji je zadužen za kontrolu voljnih pokreta i početak neke motoričke radnje. Za postavljanje dijagnoze potrebno je uzeti temeljitu anamnezu bolesnika, odrediti opći i neurološki status te ako je potrebno, učiniti test levodopom. Za potvrdu dijagnoze potrebno je prisustvo barem 2 od 3 glavna simpotoma Parkinsonove bolesti: tremor (drhtanje), rigor (ukočenost mišića ruku, nogu i vrata) i bradikinezija (usporenje pokreta). Simptomi uključuju sporost u izvođenju pokreta, gubitak u ritmu i spontanoj motorici, povećanje tonusa mišića ili ukočenost i ritmično podrhtavanje određenih dijelova tijela. Kod bolesnika je karakterističan polupognuti stav cijelog tijela s nogama savijenim u koljenima i rukama savijenim u laktovima. Rano otkrivanje Parkinsonove bolesti i rana intervencija je izuzetno važna kako bi se usporila progresija simptoma te olakšao svakodnevni život bolesnika.
Mnoge su poznate osobe tijekom svog života oboljele od Parkinsonove bolesti: američki predsjednik Harry Truman, kineski Mao Tse Tung, kubanski Fidel Castro, bivši ministar vanjskih poslova Austrije Alois Mock, najpoznatiji svjetski boksač Muhammad Ali, američka glumica Katharine Hepburn, country pjevač Johnny Cash, španjolski slikar Salvador Dali, američki glumac Michael J. Fox, koji je obolio već u svojoj tridesetoj godini života te pokojni Papa Ivan Pavao II.

## Aktivnosti po godinama
Od 18. do 21. svibnja 2011. u Hotelu Elaphusa u Bolu na otoku Braču održao se pod visokim pokroviteljstvom predsjednika Republike Hrvatske prof. dr. sc. Ive Josipovića Drugi hrvatski kongres o poremećajima pokreta s međunarodnim sudjelovanjem i Prvi hrvatsko-slovenski kolokvij o demenciji i poremećajima pokreta, te Prvi hrvatski sastanak medicinskih sestara i fizioterapeuta s područja poremećaja pokreta. Istovremeno se održavao i 1th European Basal Ganglia Club-EBGC. 